# Quận Lauderdale, Tennessee
Quận Lauderdale là một quận thuộc tiểu bang Tennessee, Hoa Kỳ.
Quận này được đặt tên theo. Theo điều tra dân số của Cục điều tra dân số Hoa Kỳ năm 2000, quận có dân số 27.101 người. Quận lỵ đóng ở Ripley6.

## Địa lý
Theo Cục điều tra dân số Hoa Kỳ, quận có diện tích 1313 km2, trong đó có 95 km2 là diện tích mặt nước.

### Quận giáp ranh
- Quận Dyer (bắc)
- Quận Crockett (đông)
- Quận Haywood (đông nam)
- Quận Tipton (nam)
- Quận Mississippi, Arkansas (tây)